# St Patrick’s Cathedral (Armagh, anglikanisch)

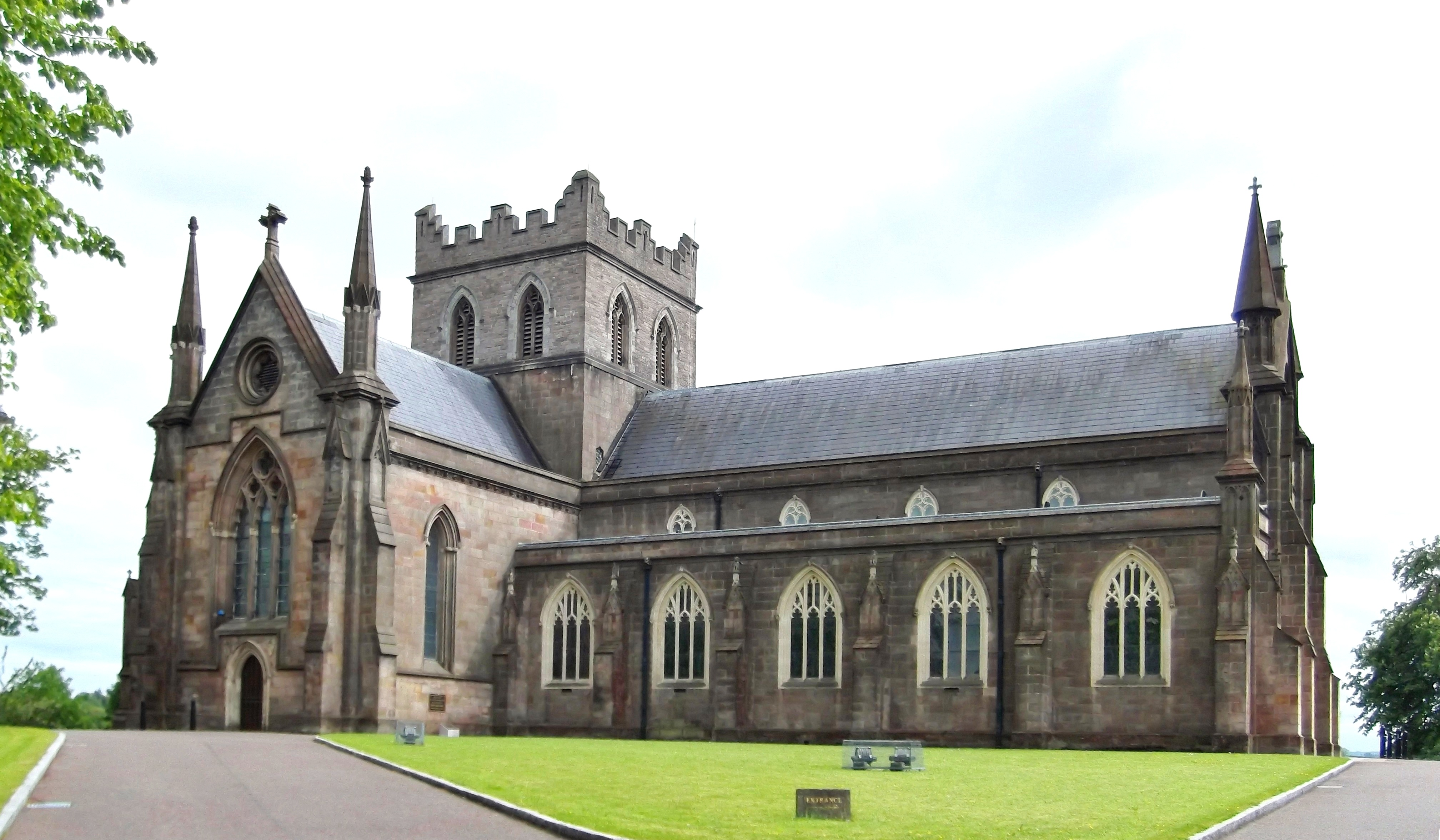
St.-Patricks-Kathedrale der anglikanischen Diözese Armagh

Die St Patrick’s Cathedral (irisch Ardeaglais Phádraig) in Armagh, Nordirland, ist die Bischofskirche der anglikanischen Diözese Armagh und der Sitz des Primas der Church of Ireland. Sie steht am Ort der ersten Kirche des heiligen Patrick aus dem 5. Jahrhundert. Nur wenig entfernt befindet sich die gleichnamige Kathedrale des römisch-katholischen Erzbistums Armagh aus dem 19. Jahrhundert.

## Geschichte
Der Kathedralhügel war schon in vorchristlicher Zeit ein kultischer Ort. Patrick, der „Apostel Irlands“, baute hier der Tradition zufolge im Jahr 445 die Mutterkirche der Insel. Sein dritter Nachfolger Cormac gründete bei der Kirche ein Kloster, das zum kulturellen Zentrum Irlands wurde und nach ganz Europa ausstrahlte. Eine große Steinkirche ist für das 9. Jahrhundert sicher bezeugt. Im 9. und 10. Jahrhundert wurden Kirche und Kloster mindestens zehnmal von Wikingern überfallen. Nach der Schlacht von Clontarf 1014 wurde König Brian Boru hier bestattet. Nach einer Verfallszeit wurde die Kirche 1125 restauriert. Erzbischof Patrick O'Scanlan (reg. 1262–1272) ließ sie zu großen Teilen im gotischen Stil neu bauen. Weitere tiefgreifende Erneuerungen und Veränderungen wurden in den 1360er und 1420er Jahren durchgeführt. 
Im 16. Jahrhundert lösten die englischen Könige, die zugleich Könige von Irland waren, die Landeskirchen ihrer Territorien von der päpstlichen Jurisdiktion und unterstellten sie ihrer eigenen Suprematie. Alle Kathedralen und Kirchen Irlands wurden protestantisch, während die autochthone Bevölkerung der katholischen Untergrundkirche treu blieb. 1566 und 1641 wurde die Kathedrale von Armagh bei Aufständen irischer Clans zerstört. Der anschließende Wiederaufbau und Restaurierungsmaßnahmen des 18., 19. und 20. Jahrhunderts, zuletzt 2004, gaben der Kirche ihr heutiges Aussehen.

## Bauwerk
Die Kathedrale in gotischen, nachgotischen und neugotischen Formen hat einen kreuzförmigen Grundriss. Das Langhaus ist dreischiffig, der flach schließende Chor und die Querhausarme einschiffig. Über der Vierung steht ein massiver quadratischer Vierungsturm. Die Ausstattung stammt überwiegend aus dem 19. Jahrhundert.
Im Turm befinden sich acht Kirchenglocken, zwei von 1721, sechs aus dem Jahr 1840. Die Orgel aus dem Jahr 1840 stammt von J. W. Walker & Sons. Ihre 53 Register sind auf drei Manuale und das Pedalwerk verteilt.